# Аншуц, Сьюзан
Сью́зан А́ншуц (англ. Susan Anschuetz) — американская кёрлингистка.
В составе женской сборной США участница четырёх чемпионатов мира (наивысшее занятое место — шестое). Трёхкратная чемпионка США среди женщин (1990, 1993, 1994), чемпионка США среди смешанных команд (1997).
Играла на позиции второго.

## Достижения
- Чемпионат США по кёрлингу среди женщин: золото (1990, 1993, 1994).
- Чемпионат США по кёрлингу среди смешанных команд: золото (1997).

## Команды
| Сезон                                          | Четвёртый      | Третий         | Второй         | Первый       | Запасной           | Турниры                        |
| ---------------------------------------------- | -------------- | -------------- | -------------- | ------------ | ------------------ | ------------------------------ |
| 1989—90                                        | Бев Бенке      | Дона Беннетт   | Сьюзан Аншуц   | Пэм Финч     | Лиза Шёнеберг (ЧМ) | ЧСШАЖ 1990 · ЧМ 1990 (8 место) |
| 1990—91                                        | Мэри Геммелл   | Джуди Джонстон | Джанет Хантер  | Бренда Янчик | Сьюзан Аншуц       | ЧМ 1991 (10 место)             |
| 1992—93                                        | Бев Бенке      | Дона Беннетт   | Сьюзан Аншуц   | Пэм Финч     |                    | ЧСШАЖ 1993                     |
| 1992—93                                        | Шэрон О’Брайен | Дона Беннетт   | Сьюзан Аншуц   | Пэм Финч     | Кэти Фрэнковяк     | ЧМ 1993 (8 место)              |
| 1993—94                                        | Бев Бенке      | Дона Беннетт   | Сьюзан Аншуц   | Пэм Финч     |                    | ЧСШАЖ 1994 · ЧМ 1994 (6 место) |
| Кёрлинг среди смешанных команд (mixed curling) |                |                |                |              |                    |                                |
| 1996—97                                        | Джек Макнелли  | Бев Бенке      | Bucky Marshall | Сьюзан Аншуц |                    | ЧСШАСК 1997                    |

(скипы выделены полужирным шрифтом)